# Hokej na ledu na Zimskih olimpijskih igrah 1952
Hokej na ledu je bil na Zimskih olimpijskih igrah 1952 sedmič olimpijski šport. Hokejski olimpijski turnir je potekal med 15. in 25. februarjem 1952. Zlato medaljo je osvojila kanadska reprezentanca, srebrno ameriška, bronasto pa švedska, v konkurenci devetih reprezentanc. Olimpijski turnir je štel tudi za Svetovno hokejsko prvenstvo.

## Dobitniki medalj
| Zlato | Srebro | Bron |
| KanadaRalph Hansch Eric Paterson George Abel John Davies William Dawe Robert Dickson Donald Gauf William Gibson Robert Meyers David Miller Thomas Pollock Gordon Robertson Allan Purvis Louis Secco Francis Sullivan Robert Watt | ZDARichard Desmond Donald Whiston Ruben Bjorkman Leonard Ceglarski Joseph Czarnota Andre Gambucci Clifford Harrison Gerald Kilmartin John Mulhern John Noah Arnold Oss Robert Rompre James Sedin Allen Van Kenneth Yackel | ŠvedskaThord Flodqvist Lars Svensson Göte Almqvist Hans Tvilling Stig Tvilling Åke Andersson Lars Björn Göte Blomqvist Erik Johansson Gösta Johansson Rune Johansson Sven Tumba Johansson Åke Lassas Holger Nurmela Hans Öberg Lars Pettersson Sven Thunman |

## Končni vrstni red
1. Kanada
2. ZDA
3. Švedska
4. Češkoslovaška
5. Švica
6. Poljska
7. Finska
8. Nemčija
9. Norveška